# SSC Napoli
Società Sportiva Calcio Napoli (SSC Napoli) is een Italiaanse voetbalclub uit Napels die uitkomt in de Serie A. De club werd officieel in 1926 opgericht maar de geschiedenis van de club gaat terug tot 1904 met de oprichting van Naples Foot-Ball & Cricket Club dat in 1922 fuseerde met Internazionale Napoli (opgericht in 1912) en werd zo FBC Internaples. Na vier seizoenen werd de naam gewijzigd in AC Napoli.
Eind jaren tachtig kende de club grote successen met Diego Maradona. Met de Argentijnse sterspeler won Napoli twee keer het landskampioenschap, de UEFA Cup en de Coppa Italia. Daarna zakte de club af en raakte in financiële problemen.
In 2004 werd de club failliet verklaard. Hoewel de club financieel gered werd, kreeg Napoli geen licentie voor de Serie B (er is zelfs een ontmoeting op regeringsniveau in het Palazzo Chigi geweest). De Italiaanse voetbalbond was echter onverbiddelijk en het failliete AS Napoli kreeg geen licentie. Een nieuwe club met een nieuwe naam (en minder schulden) werd desondanks toegelaten in de Serie C1. De club werd hernoemd als Napoli Soccer en promoveerde na twee seizoenen weer naar de Serie B. Het seizoen 2006/2007 werd vervolgens achter Juventus FC op een tweede plek afgesloten, waardoor men na zes jaar afwezigheid terugkeerde in de Serie A.

## Geschiedenis

### Internaples
In het eerste seizoen werd Internaples tweede in de groepsfase van de provincie Campania en stootte door naar de halve finale van Zuid-Italië, maar daar werd de club laatste. Ook het volgende seizoen bereikte de club de halve finale en werd nu voorlaatste. In 1924/25 werd Internaples al in de eerste ronde uitgeschakeld. Maar het volgende seizoen was de club helemaal terug en werd groepswinnaar in zowel de eerste ronde als in de halve finale. In de finale om de titel van Zuid-Italië werd de club met 6-1 vernederd door Alba Roma, in de terugwedstrijd kon de club nog gelijk spelen maar was desalniettemin uitgeschakeld.
Op 1 augustus 1926 besloten de leden van Internaples om een nieuwe naam voor hun club te zoeken. Giorgio Ascarelli werd de eerste voorzitter van Associazione Calcio Napoli

### Associazione Calcio Napoli: 1926
Toen het nieuwe seizoen startte was het competitiesysteem in Italië veranderd, geen provinciale voorrondes meer maar twee groepen van 10 clubs, voornamelijk clubs uit het noorden van het land, die ook de betere resultaten behaalden. Napoli werd laatste met slechts één schamel puntje op 18 wedstrijden.
Napoli degradeerde niet en werd opnieuw toegelaten tot de competitie en werd nu negende op elf clubs. Het volgende seizoen ging nog beter toen een gedeelde achtste plaats werd bereikt op zestien clubs. Dit volstond net om geselecteerd te worden voor de Serie A die het volgende seizoen van start ging.

### Serie A: Jaren 30
Bij de start van de Serie A in 1929/30 werd de club knap vijfde.
Een van de grote helden van de club uit die tijd was Attila Sallustro die als kind met zijn familie van Paraguay naar Napels verhuisd was. Door zijn goede achtergrond nam Sallustro geen salaris aan van de club, maar kreeg wel een luxueuze auto. Samen met Marcello Mihalic werden zij de eerste spelers van Napoli die geselecteerd werden voor het nationaal voetbalelftal.
De volgende zes seizoenen bleef de club in de top 10 eindigen en werd twee keer derde onder de legendarische Engelse trainer William Garbutt. Een andere opmerkelijke speler uit deze tijd was Antonio Vojak die in 1929 van Juventus FC naar Napoli kwam en 102 doelpunten in 190 wedstrijden scoorde. Guillermo Stábile, die topscorer werd op het eerste WK in 1930 speelde in seizoen 1935/36 voor de club.
Eind jaren dertig ging het minder voor de club met wisselvallige resultaten en een flirt met degradatie in 1937 en 1940, dat laatste seizoen werden ze enkel op basis van een beter doelsaldo gered. Het vorige seizoen eindigde de club nog vijfde. In 1942 volgde de onvermijdelijke degradatie naar de Serie B. Napoli kon niet meteen terugkomen met een derde plaats achter Brescia Calcio. Daarna werd de competitie stilgelegd omdat de oorlogshandelingen van WO II Italië bereikten.

### Naoorlogse tijd
Na de Tweede Wereldoorlog werd het eerste seizoen onderverdeeld in Noord- en Zuid-Italië. Napoli eindigde aan de top van het klassement samen met AS Bari en plaatste zich voor de finaleronde waar het de traditionele teams voor moest laten gaan. Toen de Serie A in het volgende seizoen weer helemaal van start ging werd Napoli opnieuw geselecteerd.
Na een knappe zevende plaats werd de club 21ste en laatste in de 1947/48. Twee jaar later werd de club kampioen van de Serie B. De terugkeer in de Serie A werd met een zesde plaats gevierd en ook de volgende vier seizoenen wist de club in de top zes te eindigden. Eind jaren vijftig ging de club op en neer. Na twee mindere seizoenen werd in 1958 de vierde plaats behaald.
De jaren zestig begonnen slecht met een degradatie in 1961. Het volgende seizoen werd de club tweede in de Serie B en promoveerde terug maar de grootste prestatie dat jaar was de overwinning tegen Spal in de Coppa Italia, voor het eerst won een tweedeklasser deze beker.
Het bekersucces werd niet doorgetrokken naar de competitie want er volgde een nieuwe degradatie. Op 25 juni 1964 werd de naam AC Napoli veranderd in Società Sportiva Calcio Napoli, het volgende seizoen promoveerde de club opnieuw en werd knap derde in de Serie A, de hoogste plaats tot dan toe. In 1968 was de club dicht bij de landstitel toen de tweede plaats achter AC Milan werd behaald.

### Jaren 70: opmars
In de jaren zeventig ging de club met spelers als Dino Zoff, José Altafini en Antonio Juliano verder op zijn elan en werd derde in 1971 en 1974.
In seizoen 1974/75 kwam de club het dichtste bij de titel tot dan toe, Juventus haalde slechts twee puntjes meer. Het volgende seizoen werd voor de tweede keer de beker gewonnen, dit keer won de club de finale met 4-0 van Hellas Verona. In de Anglo-Italian League Cup versloeg Napoli het Engelse Southampton FC met 4-1 over twee wedstrijden. Het volgende seizoen nam de club deel aan de Europacup II en bereikte de halve finale, het verste ooit in een Europese campagne tot dan toe. In de halve finale was het Belgische RSC Anderlecht te sterk. Eind jaren zeventig eindigde de club nog in de top zes.

### Het Maradona tijdperk en Europees succes
De jaren tachtig startten vrij goed met een derde en vierde plaats maar het duurde tot de komst van de Argentijnse Diego Maradona die transfereerde van FC Barcelona totdat Napoli op de wereldkaart gezet werd, alhoewel het succes niet meteen kwam. De club moest hard werken. Na een achtste plaats in 1985 werd de club derde in het daaropvolgende seizoen. 1986/87 werd het jaar van Napoli, toen de club onder leiding van trainer-coach Ottavio Bianchi 'eindelijk' de scudetto won. Napoli werd ook de eerste en tot dusver enige club uit het vasteland van Zuid-Italië die de titel kon winnen. Met een 4-0 winst tegen Atalanta Bergamo in de bekerfinale maakte de club het feestje compleet.
Het succes trok zich niet door naar Europa en in de eerste ronde van de Europacup I werd Napoli uitgeschakeld door Real Madrid CF. Door een tweede plaats in de Serie A kwalificeerde de club zich voor de strijd om de UEFA Cup. Op weg naar de finale schakelde de club Juventus en FC Bayern München uit. De finale tegen VfB Stuttgart werd beslecht in twee wedstrijden, en Napoli won de eerste wedstrijd met 2-1 door goals van Diego Maradona en Careca. Hier voerde Maradona zijn beroemde live is life act op. De terugwedstrijd eindigde in een 3-3 gelijkspel waardoor Napoli voor het eerst een Europese beker won. Dat jaar werd ook de bekerfinale gehaald, maar wel verloren van Sampdoria Genua.
In 1990 werd de landstitel voor de tweede keer binnen gehaald, ditmaal onder leiding van Alberto Bigon. Datzelfde jaar vond het WK plaats in Italië. Maradona spoorde de Napolitanen aan om te supporteren voor Argentinië in plaats voor Italië waarvan het team voornamelijk was opgesteld met spelers uit Noord-Italië. De tifosi van Napoli reageerden met een spandoek waarop stond "Maradona, jij bent onze liefde, maar Italië is ons bloed". Maradona was ontroerd omdat het stadion van Napoli het enige was dat het Argentijnse volkslied niet uitfloot. Aan het begin van het volgende seizoen won Napoli de Italiaanse supercup tegen Juventus FC met 5-1, de laatste grote trofee voor de club. De uitslag was een record voor een supercup wedstrijd, dat tot op heden nog niet is verbroken. In 1991 werd Maradona betrapt op het gebruik van cocaïne en verliet hij de club, die in een financiële crisis zat. Maradona zal ongetwijfeld voor eeuwig als beste speler van de club geboekstaafd staan en zelf zei hij dat zijn liefde voor Napoli bijna zo groot is als voor zijn thuisteam CA Boca Juniors.

### Teloorgang
Na het seizoen 1990/91 en het vertrek van Maradona ging het langzaam slechter met Napoli, mede door de financiële problemen. Een voor een gingen spelers zoals Gianfranco Zola, Daniel Fonseca en Careca weg. De vierde plaats in 1992 was de laatste hoge positie voor de club voor lange tijd.
In 1997 werd wel de bekerfinale gehaald en verloren van Vicenza Calcio, in de competitie ging het slechter en in 1998 degradeerde de club naar Serie B met slechts twee gewonnen wedstrijden in dat seizoen.
Na een tweede plaats in 2000 keerde de club terug naar de Serie A maar opnieuw volgde degradatie. US Lecce en Hellas Verona hadden één punt meer dan Napoli en bleven zo in Serie A.
In 2001 miste de club op een haar na de promotie, het gevolg hiervan was dat de club in een nog dieper dal verzeild geraakte. Het volgende seizoen werd de club zestiende en had een schuldenberg van 70 miljoen euro. In augustus 2004 werd de club failliet verklaard.

### Heroprichting onder De Laurentiis
Dankzij filmproducer Aurelio De Laurentiis werd een nieuwe club opgericht, Napoli Soccer met de bedoeling dat de stad Napels niet zonder professioneel voetbalteam zou blijven. Soccer startte in de Serie C1 en miste net de promotie in de play-offs van US Avellino.
In 2005/06 werd Napoli kampioen en stelde na een 2-0-overwinning op Perugia Calcio de promotie al veilig op 15 april. Ondanks het feit dat de club in zo’n lage klasse speelde bleef de club een van het grootste aantal supporters van het land hebben met vaak meer toeschouwers dan clubs uit de Serie A. Het hoogste aantal was 51.000, een record voor de Serie C. In mei 2006 werd terug de oude naam SSC Napoli aangenomen.

### Opnieuw naar de Serie A
Bij terugkeer in de Serie B draaide Napoli het hele seizoen in de bovenste tabelhelft mee. Juventus, dat door een omkoopaffaire in de Serie B belandde, ging met de titel aan de haal en Napoli vocht samen met Genoa CFC voor de tweede plaats die ook automatische promotie betekende. Napoli haalde het en speelde vanaf het seizoen 2007/08 opnieuw in de Serie A. Napoli eindigde daarin onder leiding van trainer-coach Edoardo Reja op de achtste plaats. Die gaf recht op deelname aan de UEFA Intertoto Cup. Twee ontmoetingen met Panionios uit Griekenland won Napoli beide met 1-0. Zo plaatst het zich voor de voorronde van de UEFA Cup. Daarin kwamen de Italianen uit tegen KS Vllaznia Shkodër. Napoli won uit met 0-3 en thuis met 5-0. Het hoofdtoernooi van de UEFA Cup was bereikt. In de eerste ronde kwam Napoli uit tegen Benfica. Op 20 mei 2012 wist Napoli de tot dan toe ongeslagen kampioen Juventus met 2-0 te verslaan in de eindstrijd om de Coppa Italia.
In het seizoen 2017/18 ging Napoli na achttien wedstrijden alleen aan de leiding in de Serie A, met een punt voorsprong op titelverdediger Juventus. Op 23 december 2017 werd Marek Hamšík de nieuwe all-time topscorer van Napoli. De middenvelder uit Slowakije maakte zijn 116de treffer voor de club uit het zuiden van Italie, waarmee hij het record van Diego Maradona verbrak. Hamšík maakte na 39 minuten spelen op aangeven van Dries Mertens de 3-2 in een thuiswedstrijd tegen UC Sampdoria, dat kort daarvoor nog met 1-2 aan de leiding ging. Die treffer was meteen de winnende.
Napoli eindigde het seizoen als tweede, met vier punten achterstand op kampioen Juventus, waardoor de ploeg zich direct plaatste voor de hoofdfase van de UEFA Champions League 2018/19. Daarna ontdeed de clubleiding zich van trainer Maurizio Sarri. De coach die de club drie keer op rij naar de Champions League had gebracht, had nog een contract tot medio 2020. Hij werd vervangen door Carlo Ancelotti, die voor drie jaar tekende. Echter behaalde Ancelotti niet de gewenste resultaten en werd hij al snel opgevolgd door Gennaro Gattuso. Onder Gattuso vielen de resultaten eveneens tegen en werd hij opgevolgd door Luciano Spalletti.

### Derde kampioenschap
Onder Spalletti stond de ploeg in 2021/22 enkele weken aan kop van de competitie. De club behaalde in de tweede seizoenshelft mindere resultaten waardoor de jacht op de derde scudetto werd uitgesteld. Het daaropvolgende seizoen begon voor de club voortvarend. Enkele belangrijke spelers van de voorgaande seizoenen, zoals Dries Mertens, Lorenzo Insigne en Fabián Ruiz vertrokken uit Napels. Daarnaast waren per ingang van het seizoen 2022/23 veel nieuwe spelers waren binnengehaald (bijvoorbeeld Chvitsja Kvaratschelia en Kim Min-Jae). Binnen de ploeg wist Spalletti een hechte teamband te creëren. Hierdoor kwamen de, tot dan toe veelal onbekende, spelers goed tot hun recht.
In de Champions League kon de ploeg zich laten zien aan het wereldwijde publiek. Hier werden tevens goede resultaten geboekt, in de groepsfase kwam de ploeg maar liefst 20 keer tot scoren. In de volgende ronde won de club na twee wedstrijden van Eintracht Frankfurt (2-0 en 3-0). Waarna de ploeg werd geloot tegen AC Milan. Hier werd in de eerste wedstrijd verloren met 1-0. In de terugwedstrijd kon dat niet meer worden rechtgezet en werd zodoende uitgeschakeld in de Champions League. 
Enkele weken later werd de eerste kampioenswedstrijd gespeeld in de Serie A. Dit was tegen thuis Salernitana. Door Napoli moest hier worden gewonnen worden in het eigen Stadio Diego Armando Maradona. Echter speelde de ploeg hier gelijk en werd het officiële kampioenschap uitgesteld tot de midweekse wedstrijd tegen Udinese. Deze wedstrijd werd gespeeld op 4 mei. Ook hier speelde de ploeg gelijk, ditmaal was het genoeg voor het kampioenschap. Dit was de derde titel in de geschiedenis van de club. De speler, Diego Maradona, die medeverantwoordelijk was voor de vorige titels (1987 en 1990) wordt nog altijd veel geëerd in Napels en omstreken.

## Erelijst
| Internationaal           |    |                                    |
| UEFA Intertoto Cup       | 1x | 2008 (1 van 11)                    |
| UEFA Cup                 | 1x | 1989                               |
| Anglo-Italian League Cup | 1x | 1976                               |
| Alpencup                 | 1x | 1966                               |
| Nationaal                |    |                                    |
| Serie A                  | 4x | 1987, 1990, 2023, 2025             |
| Coppa Italia             | 6x | 1962, 1976, 1987, 2012, 2014, 2020 |
| Supercoppa Italiana      | 2x | 1990, 2014                         |

## Clubcultuur

### Mascotte
Nadat de club werd opgericht, had men aanvankelijk gekozen voor een paard als mascotte. Echter toen de club ergens in de jaren 30 tijdens de competitie niet verder kwam dan 1 gelijkspel op alle wedstrijden, besloten supporters van de club de mascotte te veranderen in een ezel. Ook nu nog is de ezel de mascotte van de club.

## Eerste elftal

### Selectie
| Nr.           | Naam                  | Sinds      | Contract   | Vorige club               |
| Doelmannen    | Doelmannen            | Doelmannen | Doelmannen | Doelmannen                |
| ------------- | --------------------- | ---------- | ---------- | ------------------------- |
| 1             | Alex Meret            | 2019       | 2027       | Udinese                   |
| 12            | Claudio Turi          | 2024       |            | Napoli U19                |
| 14            | Nikita Contini        | 2015       | 2025       | Napoli U19                |
| Verdedigers   |                       |            |            |                           |
| 4             | Alessandro Buongiorno | 2024       | 2029       | Torino                    |
| 5             | Juan Jesus            | 2021       | 2025       | AS Roma                   |
| 13            | Amir Rrahmani         | 2020       | 2027       | Hellas Verona             |
| 16            | Rafa Marín            | 2024       | 2029       | Real Madrid               |
| 17            | Mathías Olivera       | 2022       | 2027       | Getafe                    |
| 22            | Giovanni Di Lorenzo   | 2019       | 2028       | Empoli                    |
| 30            | Pasquale Mazzocchi    | 2024       | 2027       | Salernitana               |
| 37            | Leonardo Spinazzola   | 2024       | 2026       | AS Roma                   |
| Middenvelders |                       |            |            |                           |
| 6             | Billy Gilmour         | 2024       | 2029       | Brighton & Hove Albion FC |
| 8             | Scott McTominay       | 2024       | 2028       | Manchester United FC      |
| 29            | Luis Hasa             | 2025       | 2029       | US Lecce                  |
| 68            | Stanislav Lobotka     | 2020       | 2027       | Celta de Vigo             |
| 99            | A. Zambo Anguissa     | 2022       | 2027       | Fulham                    |
| 11            | Kevin De Bruyne       | 2025       |            | Manchester City FC        |
| Aanvallers    |                       |            |            |                           |
| 7             | David Neres           | 2024       | 2028       | SL Benfica                |
| 9             | Romelu Lukaku         | 2024       | 2027       | Chelsea FC                |
| 18            | Giovanni Simeone      | 2023       | 2026       | Hellas Verona             |
| 21            | Matteo Politano       | 2021       | 2027       | Internazionale            |
| 26            | Cyril Ngonge          | 2024       | 2028       | Hellas Verona             |
| 81            | Giacomo Raspadori     | 2023       | 2028       | Sassuolo                  |
| 70            | Noa Lang              | 2025       |            | PSV                       |

Laatste update: 8 juli 2025
| Functie            | Naam              | Sinds | Contract | Vorige club       |
| ------------------ | ----------------- | ----- | -------- | ----------------- |
| Hoofdtrainer       | Antonio Conte     | 2024  | 2027     | Tottenham Hotspur |
| Assistent-trainers | Elvis Abbruscato  | 2024  | 2027     | Mantova           |
| Assistent-trainers | Gianluca Conte    | 2024  | 2027     | Tottenham Hotspur |
| Assistent-trainers | Mauro Sandreani   | 2024  | 2027     | Italië            |
| Assistent-trainers | Cristian Stellini | 2024  | 2027     | Tottenham Hotspur |
| Keeperstrainers    | Marco Giglio      | 2024  | 2027     | Cosenza           |
| Keeperstrainers    | Alejandro Rosalen | 2021  | 2027     | Fiorentina        |

Laatste update: 6 augustus 2024

## Overzichtslijsten

### Eindklasseringen sinds 1946
- 1946 5e
Serie A
- 1947 8e
Serie A
- 1948 21e
Serie A
- 1949 6e
Serie B
- 1950 1e
Serie B
- 1951 6e
Serie A
- 1952 6e
Serie A
- 1953 4e
Serie A
- 1954 5e
Serie A
- 1955 6e
Serie A
- 1956 14e
Serie A
- 1957 12e
Serie A
- 1958 4e
Serie A
- 1959 9e
Serie A
- 1960 13e
Serie A
- 1961 17e
Serie A
- 1962 2e
Serie B
- 1963 16e
Serie A
- 1964 8e
Serie B
- 1965 2e
Serie B
- 1966 3e
Serie A
- 1967 4e
Serie A
- 1968 2e
Serie A
- 1969 7e
Serie A
- 1970 6e
Serie A
- 1971 3e
Serie A
- 1972 8e
Serie A
- 1973 9e
Serie A
- 1974 3e
Serie A
- 1975 2e
Serie A
- 1976 5e
Serie A
- 1977 7e
Serie A
- 1978 6e
Serie A
- 1979 6e
Serie A
- 1980 11e
Serie A
- 1981 3e
Serie A
- 1982 4e
Serie A
- 1983 10e
Serie A
- 1984 12e
Serie A
- 1985 8e
Serie A
- 1986 3e
Serie A
- 1987 1e
Serie A
- 1988 2e
Serie A
- 1989 2e
Serie A
- 1990 1e
Serie A
- 1991 8e
Serie A
- 1992 4e
Serie A
- 1993 12e
Serie A
- 1994 6e
Serie A
- 1995 7e
Serie A
- 1996 12e
Serie A
- 1997 13e
Serie A
- 1998 18e
Serie A
- 1999 9e
Serie B
- 2000 4e
Serie B
- 2001 17e
Serie A
- 2002 5e
Serie B
- 2003 16e
Serie B
- 2004 14e
Serie B
- 2005 3e
Serie C
- 2006 1e
Serie C
- 2007 2e
Serie B
- 2008 8e
Serie A
- 2009 12e
Serie A
- 2010 6e
Serie A
- 2011 3e
Serie A
- 2012 5e
Serie A
- 2013 2e
Serie A
- 2014 3e
Serie A
- 2015 5e
Serie A
- 2016 2e
Serie A
- 2017 3e
Serie A
- 2018 2e
Serie A
- 2019 2e
Serie A
- 2020 7e
Serie A
- 2021 5e
Serie A
- 2022 3e
Serie A
- 2023 1e
Serie A
- 2024 10e
Serie A
- 2025 1e
Serie A

- Serie A
- Serie B
- Serie C

### Seizoensresultaten sinds 2001
| Seizoen | Competitie        | Niveau | Eindstand | Coppa Italia | Opmerking                                                                    |
| ------- | ----------------- | ------ | --------- | ------------ | ---------------------------------------------------------------------------- |
| 2000/01 | Serie A           | I      | 17        | 2e ronde     |                                                                              |
| 2001/02 | Serie B           | II     | 5         | 3e groep 3   |                                                                              |
| 2002/03 | Serie B           | II     | 16        | 2e groep 6   |                                                                              |
| 2003/04 | Serie B           | II     | 14        | 1e ronde     | failliet                                                                     |
| 2004/05 | Serie C1 Girone B | III    | 3         | --           |                                                                              |
| 2005/06 | Serie C1 Girone B | III    | 1         | 8e finale    |                                                                              |
| 2006/07 | Serie B           | II     | 2         | 8e finale    |                                                                              |
| 2007/08 | Serie A           | I      | 8         | 8e finale    |                                                                              |
| 2008/09 | Serie A           | I      | 12        | kwartfinale  |                                                                              |
| 2009/10 | Serie A           | I      | 6         | 8e finale    |                                                                              |
| 2010/11 | Serie A           | I      | 3         | kwartfinale  |                                                                              |
| 2011/12 | Serie A           | I      | 5         |              | < Juventus FC 2-0                                                            |
| 2012/13 | Serie A           | I      | 2         | 8e finale    | Finalist Supercoppa > Juventus FC 2-4 n.v.; Ligatopscorer Edinson Cavani: 29 |
| 2013/14 | Serie A           | I      | 3         |              | < ACF Fiorentina 3-0                                                         |
| 2014/15 | Serie A           | I      | 5         | halve finale | Supercoppa > Juventus FC 2-2 (6-5 n.s.)                                      |
| 2015/16 | Serie A           | I      | 2         | kwartfinale  | Ligatopscorer Gonzalo Higuaín: 36                                            |
| 2016/17 | Serie A           | I      | 3         | halve finale |                                                                              |
| 2017/18 | Serie A           | I      | 2         | kwartfinale  |                                                                              |
| 2018/19 | Serie A           | I      | 2         | kwartfinale  |                                                                              |
| 2019/20 | Serie A           | I      | 7         |              | < Juventus FC w.n.s. 0-0                                                     |
| 2020/21 | Serie A           | I      | 5         | halve finale | < Finalist Supercoppa Juventus FC 0-2                                        |
| 2021/22 | Serie A           | I      | 3         | 8e finale    |                                                                              |
| 2022/23 | Serie A           | I      |           | 8e finale    | Ligatopscorer: Victor Osimhen (26)                                           |
| 2023/24 | Serie A           | I      | 10        | 8e finale    | < Finalist Supercoppa Internazionale 0-1                                     |
| 2024/25 | Serie A           | I      |           | 8e finale    |                                                                              |
| 2025/26 | Serie A           | I      | .         |              |                                                                              |

### Napoli in Europa
Napoli speelt sinds 1934 in diverse Europese competities. Hieronder staan de competities en in welke seizoenen de club deelnam. De editie die SSC Napoli heeft gewonnen is dik gedrukt.
- Champions League (10x)

2011/12, 2013/14, 2014/15, 2016/17, 2017/18, 2018/19, 2019/20, 2022/23, 2023/24, 2025/26
- Europacup I (2x)

1987/88, 1990/91
- Europa League (9x)

2010/11, 2012/13, 2013/14, 2014/15, 2015/16, 2017/18, 2018/19, 2020/21, 2021/22
- Europacup II (2x)

1962/63, 1976/77
- UEFA Cup (13x)

1971/72, 1974/75, 1975/76, 1978/79, 1979/80, 1981/82, 1982/83, 1986/87, 1988/89, 1989/90, 1992/93, 1994/95, 2008/09
- Intertoto Cup (1x)

2008
- Jaarbeursstedenbeker (4x)

1966/67, 1967/68, 1968/69, 1969/70
- Mitropacup (2x)

1934, 1966
Bijzonderheden Europese competities:
| Bijzonderheid                 | Datum      | Tegenstander        | Uitslag | Plaats    | Naam          | Aantal |
| ----------------------------- | ---------- | ------------------- | ------- | --------- | ------------- | ------ |
| Hoogste overwinning           | 04-10-2022 | Ajax                | 6-1     | Amsterdam |               |        |
| Hoogste overwinning           | 28-08-2008 | KS Vllaznia Shkodër | 5-0     | Napels    |               |        |
| Hoogste overwinning           | 17-09-2015 | Club Brugge         | 5-0     | Napels    |               |        |
| Hoogste overwinning           | 05-11-2015 | FC Midtjylland      | 5-0     | Napels    |               |        |
| Hoogste nederlaag             | 29-11-1967 | Hibernian FC        | 0-5     | Edinburgh |               |        |
| Speler met meeste wedstrijden | 11-12-2018 |                     |         |           | Marek Hamšík  | 80     |
| Speler met meeste doelpunten  | 04-11-2021 |                     |         |           | Dries Mertens | 28     |

UEFA Club Ranking: 34 (07-07-2025)

## Records & Statistieken
Top-5 meest gespeelde wedstrijden
| Nr. | Naam                 | Land      | Positie      | Periode               | Aantal |
| --- | -------------------- | --------- | ------------ | --------------------- | ------ |
| 1.  | Marek Hamšík         | Slowakije | Middenvelder | 2007-2019             | 520    |
| 2.  | Giuseppe Bruscolotti | Italië    | Verdediger   | 1972-1988             | 508    |
| 3.  | Antonio Juliano†     | Italië    | Middenvelder | 1962-1978             | 501    |
| 4.  | Lorenzo Insigne      | Italië    | Middenvelder | 2009-2010 / 2012-2022 | 434    |
| 5.  | Dries Mertens        | België    | Aanvaller    | 2013-2022             | 397    |
| 5.  | Moreno Ferrario      | Italië    | Verdediger   | 1977-1988             | 397    |

Top-5 Doelpuntenmakers
| Nr. | Naam              | Land             | Periode               | Aantal |
| --- | ----------------- | ---------------- | --------------------- | ------ |
| 1.  | Dries Mertens     | België           | 2013-2022             | 148    |
| 2.  | Lorenzo Insigne   | Italië           | 2009-2010 / 2012-2022 | 122    |
| 3.  | Marek Hamšík      | Slowakije        | 2007-2019             | 121    |
| 4.  | Diego Maradona†   | Argentinië       | 1984-1991             | 115    |
| 5.  | Attila Sallustro† | Italië/ Paraguay | 1926-1937             | 108    |

- t/m 19-08-2025

## Bekende (oud-)Gli Azzurri

### Spelers
- Raúl Albiol
- Sam Beukema
- Laurent Blanc
- Kevin De Bruyne
- Fabio Cannavaro
- Paolo Cannavaro
- Edinson Cavani
- Leander Dendoncker
- Paolo Di Canio
- Giovanni Di Lorenzo
- Manolo Gabbiadini
- Jonathan de Guzmán
- Marek Hamšík
- Gonzalo Higuaín
- Lorenzo Insigne
- Jorginho
- Kalidou Koulibaly
- Ruud Krol
- Khvicha Kvaratskhelia
- Noa Lang
- Hirving Lozano
- Romelu Lukaku
- Diego Maradona
- Scott McTominay
- Alex Meret
- Dries Mertens
- Kim Min-jae
- David Neres
- Matteo Politano
- Victor Osimhen
- Giacomo Raspadori
- Fabián Ruiz
- Piotr Zieliński
- Gianfranco Zola

### Trainers
- Carlo Ancelotti
- Rafael Benítez
- Antonio Conte
- Roberto Donadoni
- Gennaro Gattuso
- Marcello Lippi
- Walter Mazzarri
- Claudio Ranieri
- Edoardo Reja
- Maurizio Sarri
- Luciano Spalletti

1989/90 · 
1990/91 · 
1991/92 · 
1992/93 · 
1993/94 · 
1994/95 · 
1995/96 · 
1996/97 · 
1997/98 · 
1998/99 · 
1999/00 · 
2000/01 · 
2001/02 · 
2002/03 · 
2003/04 · 
2004/05 · 
2005/06 · 
2006/07 · 
2007/08 · 
2008/09 · 
2009/10 · 
2010/11 · 
2011/12 · 
2012/13 · 
2013/14 · 
2014/15 · 
2015/16 · 
2016/17 · 
2017/18 · 
2018/19 · 
2019/20 · 
2020/21 · 
2021/22 · 
2022/23 · 
2023/24 ·
2024/25
1 Meret ·
4 Buongiorno ·
5 Jesus ·
6 Gilmour ·
7 Neres ·
8 McTominay ·
11 Lukaku ·
12 Turi ·
13 Rrahmani ·
14 Contini ·
15 Billing ·
16 Marín ·
17 Olivera ·
18 Simeone ·
21 Politano ·
22 Di Lorenzo  ·
26 Ngonge ·
29 Hasa ·
30 Mazzocchi ·
37 Spinazzola ·
68 Lobotka ·
81 Raspadori ·
96 Scuffet ·
99 Zambo Anguissa ·
Coach: Conte
Atalanta · 
Bologna · 
Cagliari · 
Como · 
Cremonese · 
Fiorentina · 
Genoa · 
Hellas Verona · 
Internazionale · 
Juventus · 
Lazio · 
Lecce · 
Milan · 
Napoli · 
Parma ·
Pisa · 
Roma · 
Sassuolo .
Torino · 
Udinese